# Leon Reuterström
Leon Reuterström (30 de noviembre de 1996) es un ex portero de hockey sobre hielo sueco y defensor de la inclusión de las personas transgénero en los deportes. De 2012 a 2018, jugó para el Leksands IF Dam en la Liga Sueca de Hockey Femenino (SDHL; anteriormente llamada Riksserien), la máxima categoría del hockey femenino sueco, antes de salir del armario como un hombre trans y retirarse para continuar con su transición médica.

## Carrera
Reuterström comenzó su carrera en el Almtuna IS de la División I (rebautizado como Damettan en 2015) y en el hockey sobre hielo femenino AllEttan (sueco: AllEttan i ishockey för damer). En 2012, firmó con Leksands IF, dividiendo la temporada 2012-13 entre el mejor equipo Riksserien del equipo y el lado B que juega en Damettan. Se estableció plenamente como portero superior la próxima temporada y asumiría el cargo de portero titular del Leksands en 2015.
En 2018, se declaró públicamente un hombre transgénero y anunció su retiro de la SDHL para continuar con su transición médica, ya que la terapia de reemplazo hormonal de testosterona entra en conflicto con las reglas antidopaje en el deporte.
Desde su retiro, ha hablado abiertamente de las dificultades que enfrentan las personas trans en el deporte. En 2020, regresó al hockey sobre hielo por primera vez en dos años para participar en un partido benéfico.

### Internacional
Rueterström representó a Suecia en el Campeonato Mundial Femenino Sub-18 IIHF 2014, jugó un partido y registró un porcentaje de salvamento de .941.